# Janina Pudełek

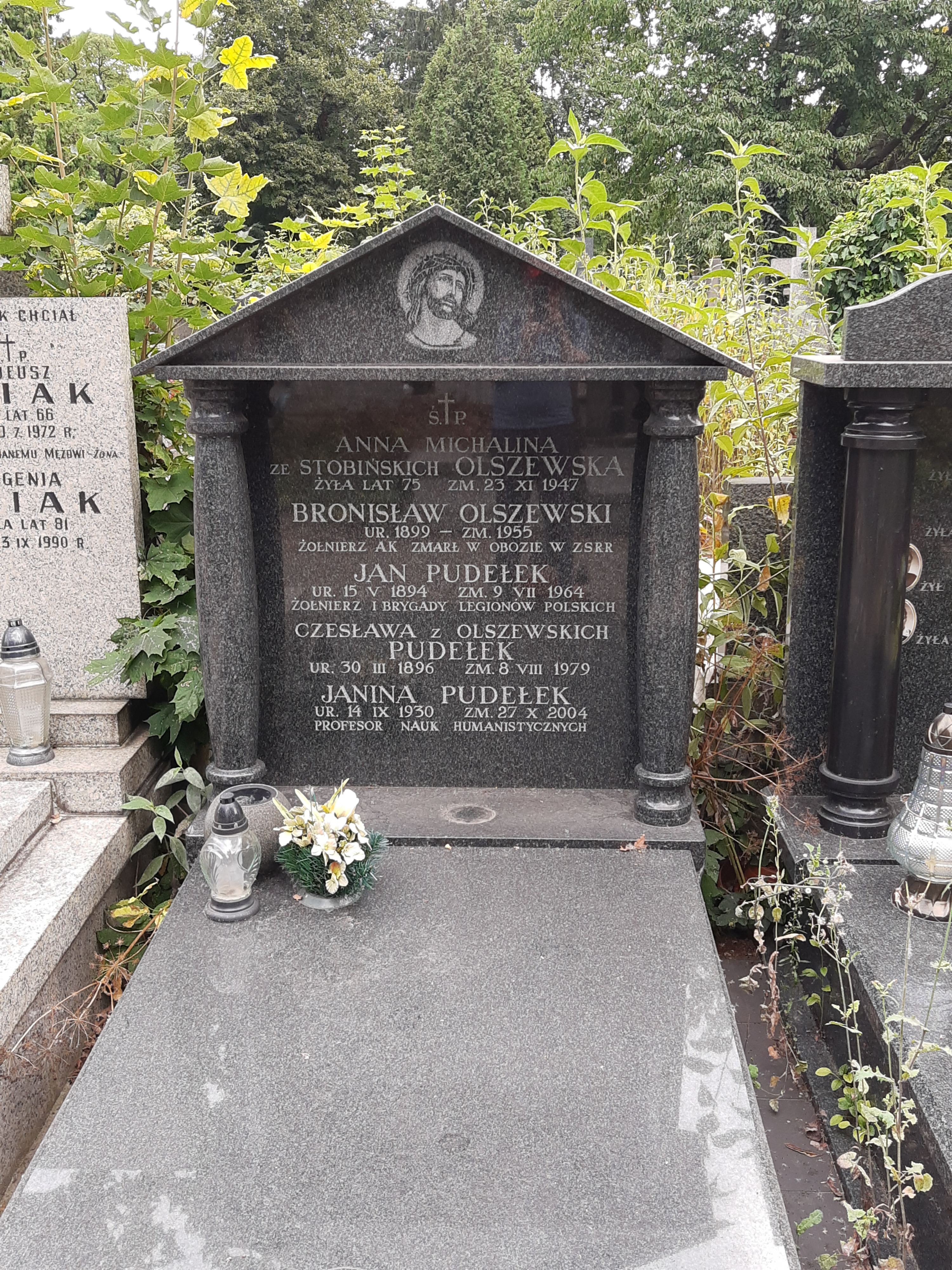
Grób prof. Janiny Pudełek na cmentarzu Bródnowskim

Janina Pudełek (ur. 14 września 1930 w Warszawie, zm. 27 października 2004 w Warszawie) – prof. dr habilitowany, historyk, popularyzator i krytyk baletu.
Studiowała na Wydziale Filologii Polskiej Uniwersytetu Warszawskiego, a także dramaturgię w Państwowej Wyższej Szkole Teatralnej w Warszawie. W latach 1952–1953 była sekretarzem redakcji "Pamiętnika Teatralnego". Przez ponad 30 lat prowadziła dział teatrów muzycznych w Muzeum Teatralnym. Była wieloletnim pedagogiem Akademii Muzycznej im. Fryderyka Chopina w Warszawie - od 1997 profesorem nadzwyczajnym na Wydziale Edukacji Muzycznej (w Katedrze Edukacji Muzycznej). Habilitowała się w 1984 na podstawie pracy o balecie warszawskim w latach 1867-1915. 
Autorka wielu prac poświęconych historii baletu, m.in.:
- Warszawski balet romantyczny, 1802-1866 (1968)
- Muzyka w teatrach warszawskich w drugiej połowie XIX w. [w] Kultura muzyczna Warszawy drugiej połowy XIX wieku (1980)
- Balet warszawski w drugiej połowie XIX w. [w] Kultura muzyczna Warszawy drugiej połowy XIX wieku (1980)
- Warszawski balet w latach 1867-1915 (1981)
- Z historii baletu (1981)
- Balet [w] Encyklopedia kultury polskiej XX wieku. Teatr. Widowisko (2002)

Pisała do amerykańskiego magazynu naukowego "Dance Cronicale", polskiego kwartalnika naukowego "Pamiętnik Teatralny" i magazynu baletowego "Taniec". Była recenzentką przedstawień baletowych w miesięczniku "Teatr" i autorką licznych artykułów w programach teatralnych. Od 1970 współpracowała - jako redaktor naukowy działu "Tancerze" - z Encyklopedią Muzyczną PWM (Państwowego Wydawnictwa Muzycznego), do której pisała hasła biograficzne ludzi baletu. Była także autorką haseł wybitnych artystów baletu dla Polskiego słownika biograficznego oraz polskich haseł w prestiżowej amerykańskiej International Encyclopedia of Dance pod redakcją Selmy Jeanne Cohen (New York, 1998). Współpracowała również z redakcją Taniec (magazyn).  
Opracowywała także libretta trzech bliskich jej zainteresowaniom naukowym, historycznych polskich tytułów baletowych do przedstawień w choreografii Witolda Grucy: Pana Twardowskiego (1973), Wesela w Ojcowie (1976) i Figli szatana (1988) - wszystkich w Teatrze Wielkim w Warszawie, a także do baletu Hrabina wg opery Stanisława Moniuszki w choreografii Henryka Konwińskiego w poznańskim Teatrze Wielkim (1981).  
W Muzeum Teatralnym poświęcała szczególną uwagę dokumentacji historii polskiego baletu, ale też opracowała m.in. katalog repertuaru teatrów warszawskich w latach 1821-1835, katalog osobowy polskich śpiewaków i dyrygentów w latach 1821-1839 oraz katalog repertuaru polskich teatrów muzycznych po II wojnie światowej. Organizowała wystawy poświęcone historii baletu oraz międzynarodowe seminaria naukowe. Została pochowana na cmentarzu Bródnowskim (kw. 34D-6-23).